# Gerrit van der Wal

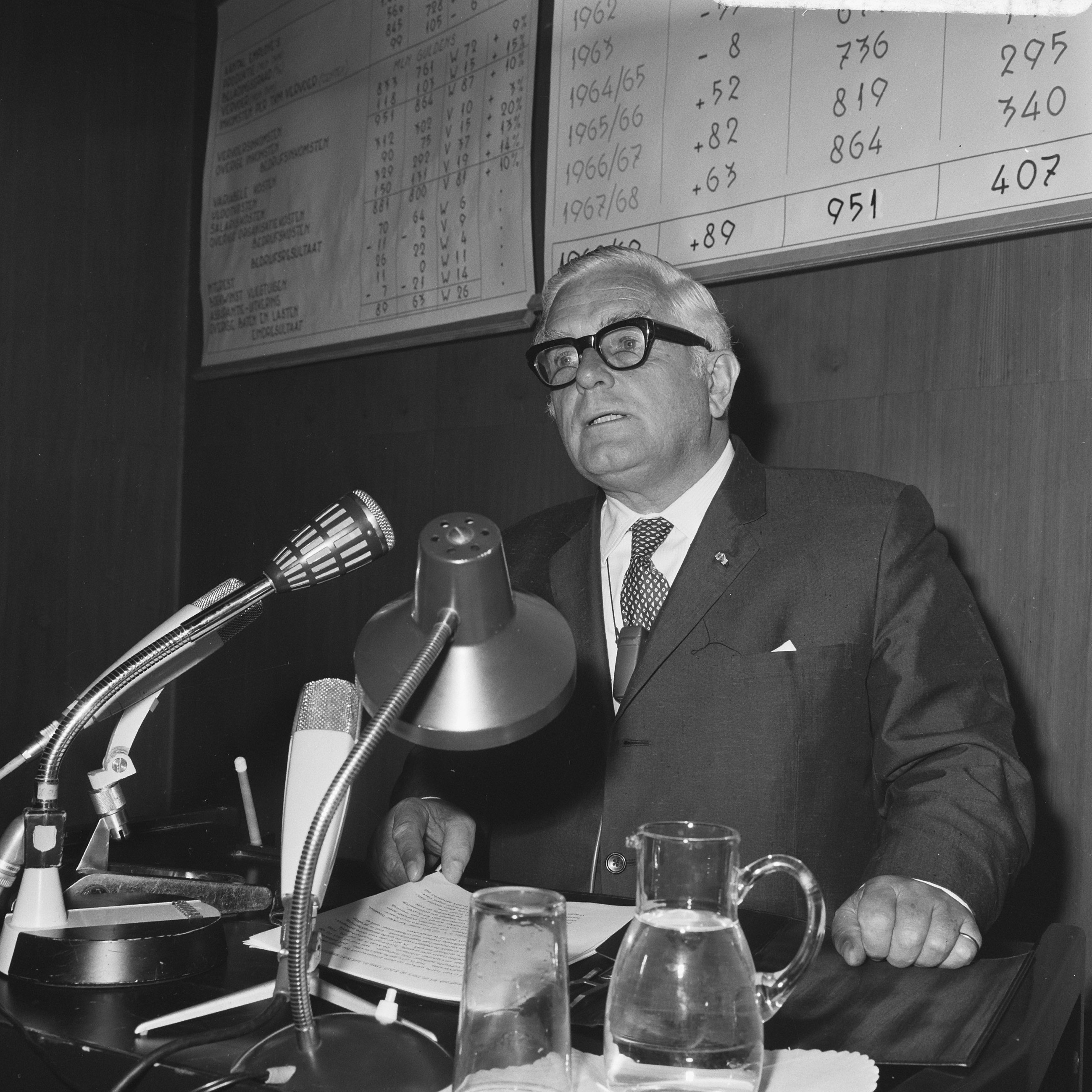
Gerrit van der Wal in de Rai, 1969

Gerrit van der Wal (Amsterdam, 4 juli 1905 – Amstelveen, 28 januari 1988) was een Nederlands topfunctionaris. Hij was president-directeur van de Koninklijke Luchtvaart Maatschappij (KLM) van 1965 tot aan zijn pensionering in 1973.

## Biografie
Gerrit van der Wal werd op 04-07-1905 in Amsterdam geboren en studeerde daar aan de Gemeentelijke Universiteit economie, evenals aan de universiteiten van Parijs en Cambridge. Hij promoveerde in 1940 in Amsterdam tot doctor in de handelswetenschappen op het proefschrift “Rekeneenheid en ruilmiddel”. Van 1929 tot 1940 was Van der Wal financieel-economisch adviseur bij Fokker, waar hij zich voornamelijk bezighield met de contracten die tussen Fokker en de Amerikaanse vliegtuigfabriek Douglas gesloten waren. In 1940 werd hij directeur-generaal bij NV De Bijenkorf, een functie die hij tot 1957 uitoefende. Hij was nauw betrokken bij de nieuwbouw van de Bijenkorf in Rotterdam en de financiering en de plaatsing van het oorlogsmonument De verwoeste stad van Ossip Zadkine.
Tussen 1957 en 1963 was Van der Wal directeur van de Jaarbeurs in Utrecht en wijdde hij zich aan zijn taak als economisch adviseur van de gemeente Rotterdam. Hij bedacht de naam ‘Europoort’ voor het naoorlogse Rotterdamse havengebied – hij had een grote belangstelling voor de haven. Daarnaast had hij een groot aantal andere functies, zoals lid van het dagelijks bestuur van de Sociaal-Economische Raad, voorzitter van het Verbond voor Veilig Verkeer, lid van de raad van bestuur van de Wereldomroep en adviseur van verscheidene andere organisaties, instellingen en bedrijven. Hij vervulde ook bestuursfuncties bij het Kröller-Müller Museum, het Centraal Museum te Utrecht en het Stedelijk Museum in Amsterdam. In september 1963 werd hij voorgedragen als plaatsvervangend president-directeur van de KLM.
Van der Wal zag het grote aantal functies dat hij bekleedde niet als een bezwaar, integendeel. Hij zei daarover: “Een klein land als Nederland heeft kopstukken nodig die een grote ervaring paren aan inzicht. Die ervaring en dat inzicht kun je alleen maar verwerven door veel functies te combineren.”

## President-directeur
Na de plotselinge dood van Horatius Albarda, werd Gerrit van der Wal in 1965 benoemd tot president-directeur van de KLM. Deze functie bekleedde hij tot aan zijn pensionering in 1973. Van der Wal zorgde ervoor dat Sergio Orlandini eind 1973 de nieuwe president-directeur van KLM werd, ondanks eerdere toezeggingen aan Joop Ritmeester van de Kamp. Tijdens het president-directeurschap van Gerrit van der Wal werd het 'nieuwe Schiphol' in gebruik genomen aan de westkant van de oude luchthaven, die Schiphol-Oost ging heten. De KLM maakte een grote ontwikkeling door. Onder Van der Wals leiding werd de KLM weer een private onderneming, het aandeel van de overheid verminderde tot 49,5%. De eerste widebody-vliegtuigen werden besteld en begin jaren '70 in gebruik genomen en er werd een nieuw hoofdkantoor in Amstelveen gebouwd. In 1966 werd de NLM opgericht, een dochteronderneming van de KLM die zich richtte op de korteafstandvluchten, die later zou overgaan in KLM Cityhopper. Vanaf 1968 was 50% van de aandelen van chartermaatschappij Martinair in het bezit van de KLM. Van 1969 tot 1970 was Van der Wal voorzitter van de internationale luchtvaartorganisatie IATA.
Onder Van der Wals beleid is het echter ook tot een grote personeelsvermindering gekomen. Dat kwam doordat tijdens deze periode in de luchtvaart de omschakeling van propellervliegtuigen naar grote straalvliegtuigen werd gemaakt, waarbij bijvoorbeeld DC-8-toestellen dagelijks half leeg naar New York vlogen. Van der Wal zag daarnaast de concurrentie met chartermaatschappijen die lage tarieven hanteerden als een obstakel en andere externe factoren speelden een rol, zoals de economische recessie en de valuta-crisis van begin jaren '70, waardoor vooral de groei van het vrachtvervoer afgeremd werd. Van der Wal vond dat de KLM niet gepasseerd kon en mocht worden als er nieuwe maatschappijen opgericht werden. “In Nederland wordt het woord luchtvaart als volgt gespeld: K.L.M.”, aldus Van der Wal.
Gerrit van der Wal overleed op 28 januari 1988.

## Onderscheidingen[11]
- Commandeur in de Orde van Oranje-Nassau
- Ridder in de Orde van de Nederlandse Leeuw
- Grootkruis in de Orde van Burgerlijke Verdienste van Spanje
- Grootofficier in de Orde van Sikatuna van de Filipijnen
- Grootofficier in de Orde van de Leeuw van Finland
- Grootofficier in de Orde van de Onafhankelijkheid van Jordanië
- Grootofficier in de Orde van Vasco Núñez de Balboa van Panama
- Grootofficier in de Orde van Francisco de Miranda van Venezuela
- Grootofficier in de Koninklijke Orde van de Poolster van Zweden
- Commandeur in de Nationale Orde van de Ceders van de Libanon
- Officier in de Orde van het Britse Rijk